# Pessac-Léognan

L'AOC Pessac-Léognan appare in rosa sulla riva sinistra.

La regione vitivinicola Pessac-Léognan è un'Appellation d'origine contrôlée (AOC) creata nel settembre del 1987 che raggruppa i vini  d'origine controllata di Pessac-Léognan facenti parte del territorio Graves di Bordeaux.
Lo Château Haut-Brion, unico primo cru classificato del 1855 non originario del Médoc, è oggi il più importante dei 68 tra châteaux e proprietà.
A causa della sua posizione attorno alla città di Bordeaux, il vitigno dell'appellazione è stato molto svalutato a causa dell'urbanizzazione, che lo costringe a lottare per preservare le sue terre dal grande valore vitivinicolo. L'AOC Pessac-Léognan ha, esteso la sua superficie coltivata dai 500 ettari del 1975 ai 1600 di oggi.
La sua produzione annuale ammonta a 65 000 hl, cioè circa 9 milioni di bottiglie (80% di rossi et 20% di bianchi secchi), esportate al 75%.
La qualità dei vini bianchi e rossi è favorita da un terreno le cui qualità geologiche sono dovute ai movimenti della Garonna decine di milioni di anni fa. Infine anche un micro-clima molto favorevole rende propizie le condizioni de questo territorio.
L'appellazione si estende su 10 comuni : Cadaujac, Canéjan, Gradignan, Léognan, Martillac, Mérignac, Pessac, Saint-Médard-d'Eyrans, Talence et Villenave d'Ornon.

## Lista delle proprietà
| - Château l'Angelot de Seguin (*) - Château Bahans Haut-Brion (*) - Château Bardey (*) - Château Bardins - Château Baulos-Charmes - le Bec en Sabot (*) - Château de Belloc (*) - Domaine de Blayes (*) - Château Bois Martin - Château Bouscaut - Château Branon - Château Brown - Château Le Bruilleau - Château Cantebau (*) - Château Cantelys - Château Carbonnieux - Château les Carmes-Haut-Brion - Domaine de Carsin (*) - Château la Chapelle de la Mission-Haut-Brion (*) - Château Chênevert (*) - Domaine de Chevalier - le Clos des Carmes (*) - Château La Clotte (*) - Château Coquillas (*) | - Château Coucheroy - Château Couhins-Lurton - La Croix de Seguin (*) - Château de Cruzeau - Château De Guillemont (*) - Château d'Eck - Château d'Eyran - Château Ferran - Château de France - Château La Garde - Domaine de la Grâce d'Ornon (*) - Domaine de Grandmaison - Château Haut Bacalan - Château Haut de Domy (*) - Château Haut l'Artigues (*) - Château Haut l'Évêque (*) - Château Haut Malle (*) - Château Haut-Bailly - Château Haut-Bergey - Château Haut-Brion - Château Haut-Gardère - Château Haut-Lagrange - Château Haut-Nouchet - Château Haut-Plantade | - Château Haut-Vigneau - Château d'Hourcat (*) - Château Lafargue - Château Lafont Menaut - Lagrave-Martillac (*) - Lamothe Bouscaut (*) - Château Lantique (*) - Domaine de Larrivet (*) - Château Larrivet-Haut-Brion - Château Latour Martillac - Château Laville Haut Brion - Château Lespault - Château Limbourg (*) - Château la Louvière - Château Luchey-Halde - Château Malartic-Lagravière - Château de Malleprat - Château Mancèdre - Domaine de la Marianotte (*) - Clos Marsalette - Domaine de Merlet - Domaine du Milan (*) | - Château la Mission-Haut-Brion - Château Olivier - Château le Pape - Château Pape Clément - Château Picque Caillou - Château Pontac-Monplaisir - Château Ponteilh-Monplaisir (*) - Château Pontheilh (*) - Château Poumey - Château de Quantin - Château de Rochemorin - Moulin de Rouillac (*) - Château de Rouillac - Château le Sartre - Château Seguin - Château Smith-Haut-Lafitte - Domaine de la Solitude - Château le Thil Comte Clary - Château Tour Léognan - Château Trigant - Château Valoux (*) |

(*) facente parte di un'altra proprietà